# Forgot About Dre
Forgot About Dre è un brano musicale del rapper statunitense Dr. Dre in collaborazione con Eminem, estratto come secondo singolo dal suo secondo album di inediti, 2001. Pubblicato il 29 gennaio 2000, analogamente al precedente singolo Still D.R.E., con questo brano il rapper annuncia il suo ritorno sulla scena hip-hop rivendicandone il ruolo di protagonista.

## Brano
La canzone è considerata la risposta agli insulti ricevuti nell'album Suge Knight Represents: Chronic 2000, prodotto dalla Death Row, etichetta discografica del nemico Suge Knight, il cui titolo riprende provocatoriamente quello del primo album di Dre, The Chronic, pubblicato nel 1992.
Difatti, il brano presenta vari versi in cui vengono rimarcate l'importanza di Dre nell'ambiente hip-hop dell'epoca e la sua influenza nella storia del genere musicale.
(Estratto del brano)
Con questo brano, Dr. Dre lanciò verso il successo l'allora giovane Eminem sancendo, di fatto, l'accettazione degli artisti di etnia caucasica nell'ambiente hip-hop i quali, a causa delle forti critiche ricevute da Vanilla Ice alcuni anni prima, avevano perso credibilità venendo etichettati come dei semplici imitatori di uno stile a cui non appartenevano.

## Video
Il video vinse nel 2000 il premio MTV Video Music Award per miglior video rap.

## Classifiche
| Classifiche (2000)        | Posizione massima |
| ------------------------- | ----------------- |
| Germania                  | 41                |
| Irlanda                   | 20                |
| Paesi Bassi               | 19                |
| Nuova Zelanda)            | 26                |
| Regno Unito)              | 7                 |
| Regno Unito (R&B)         | 3                 |
| Svezia                    | 29                |
| Svizzera                  | 37                |
| Stati Uniti               | 25                |
| Stati Uniti (pop)         | 32                |
| Stati Uniti (R&B/hip-hop) | 14                |
| Stati Uniti (rhythmic)    | 3                 |